# Georg Karl Frommann

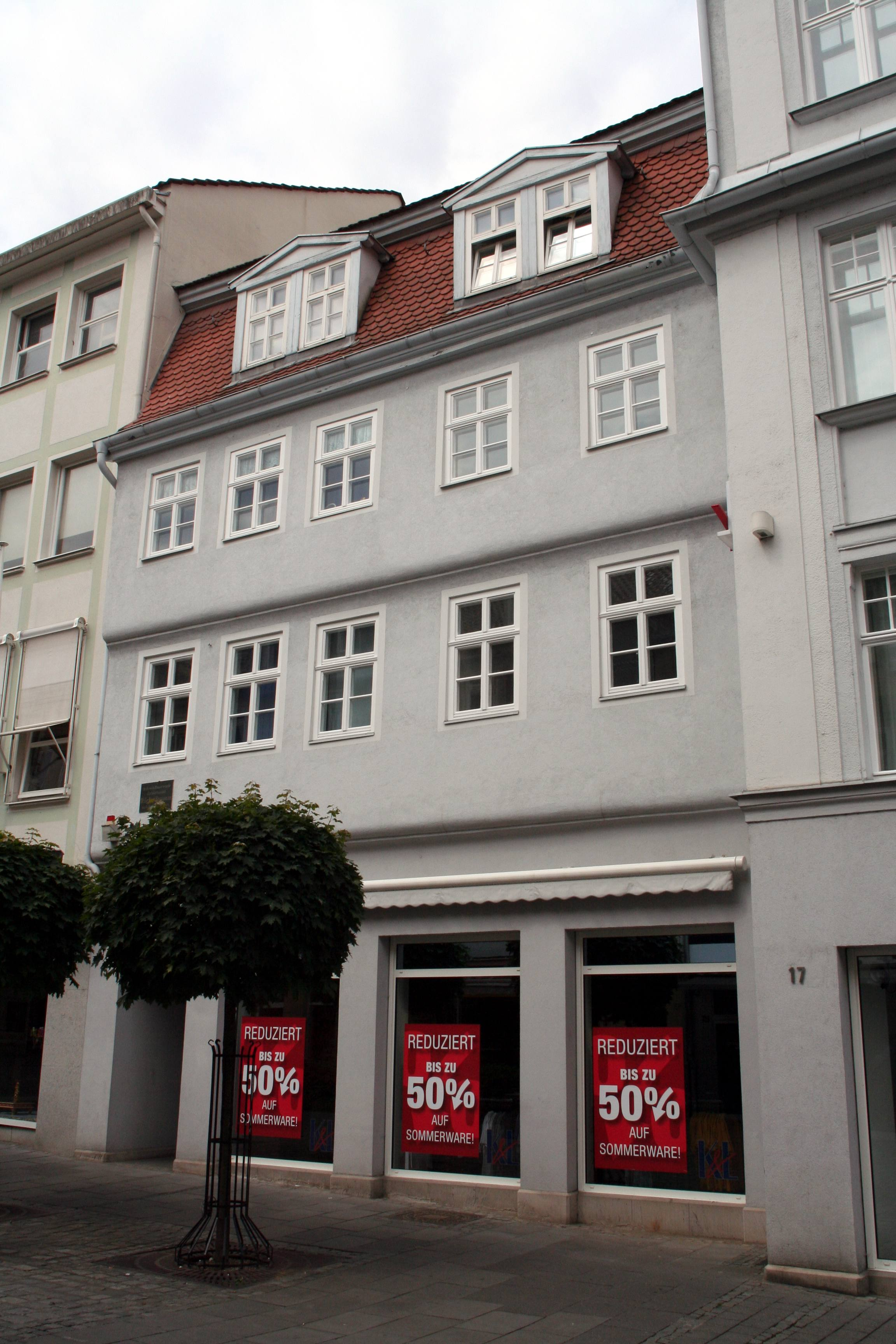
Frommanns födelsehus.

Georg Karl Frommann, född den 31 december 1814 i Koburg, död den 6 januari 1887 i Nürnberg, var en tysk språkforskare.
Frommann blev 1865 andre föreståndare för Germanisches Museum i Nürnberg, sysslade med forskningar över de tyska munarterna samt utarbetade 1867 en språkligt reviderad upplaga av Luthers bibelöversättning (nya testamentet 1870, ett provtryck av hela bibeln 1883), ett arbete, som avslutades först 1892.